# Палым (Сепское сельское поселение)
Палым — деревня в Игринском районе Удмуртской республики.

## География
Находится в центральной части Удмуртии на расстоянии приблизительно 14 км на восток-юго-восток по прямой от районного центра поселка Игра.

## История
Известна с 1873 года как починок Палымской с 11 дворами, в 1905 (Палымский) — 23 двора, в 1924 (уже деревня Палым) — 38. До 2021 года входил в состав Сепского сельского поселения.

## Население
Постоянное население составляло 83 человека (1873 год), 182 (1905), 189 (1924, почти все удмурты), 12 человек в 2002 году (удмурты 92 %), 6 в 2012.